# Thelotrema monosporum
Thelotrema monosporum är en lavart som beskrevs av Nyl. Thelotrema monosporum ingår i släktet Thelotrema och familjen Graphidaceae.   Inga underarter finns listade i Catalogue of Life.